# Tancrou
Tancrou is een gemeente in het Franse departement Seine-et-Marne (regio Île-de-France) en telt 309 inwoners (2004). De plaats maakt deel uit van het arrondissement Meaux.

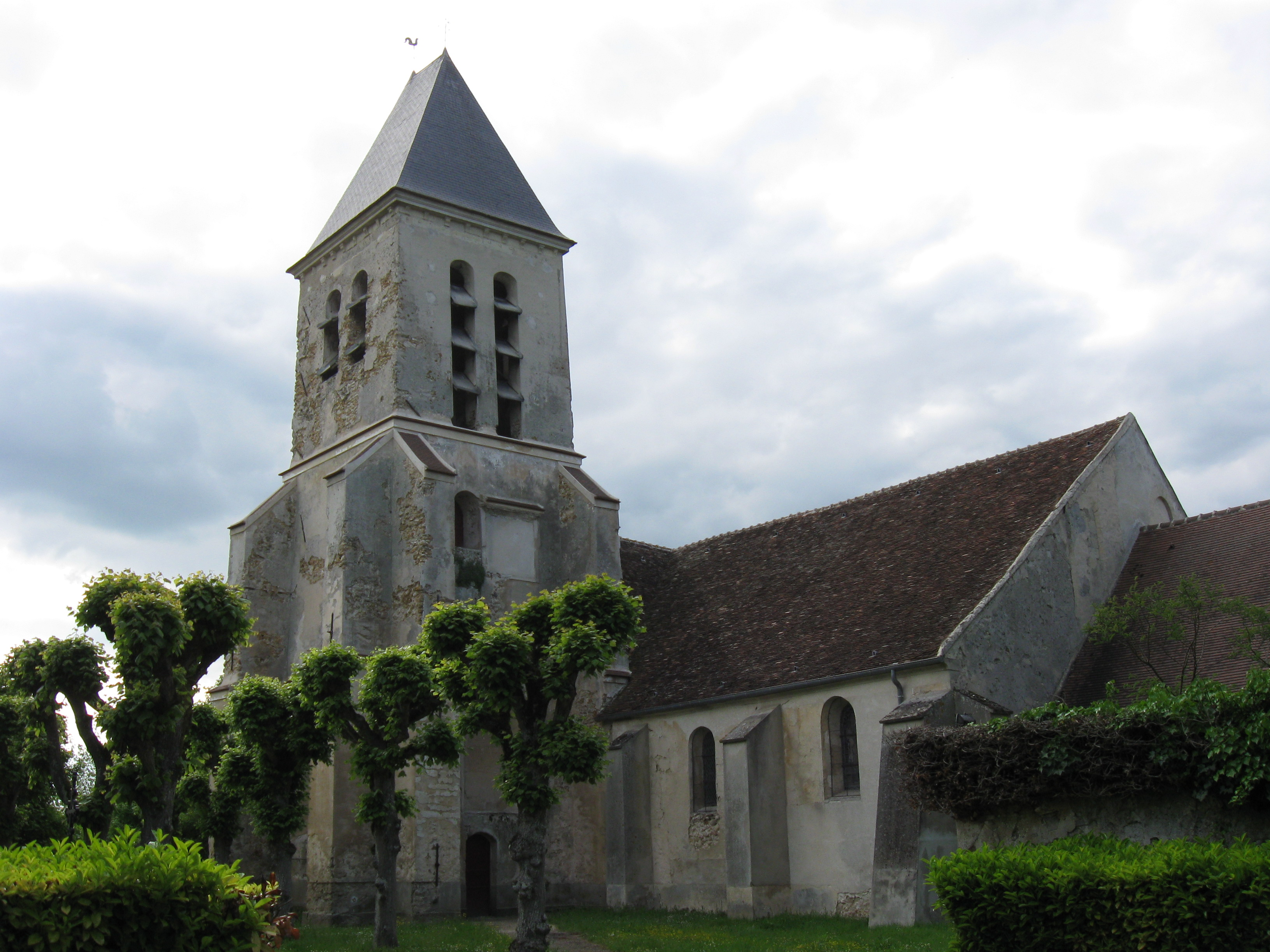
Kerk van Tancrou
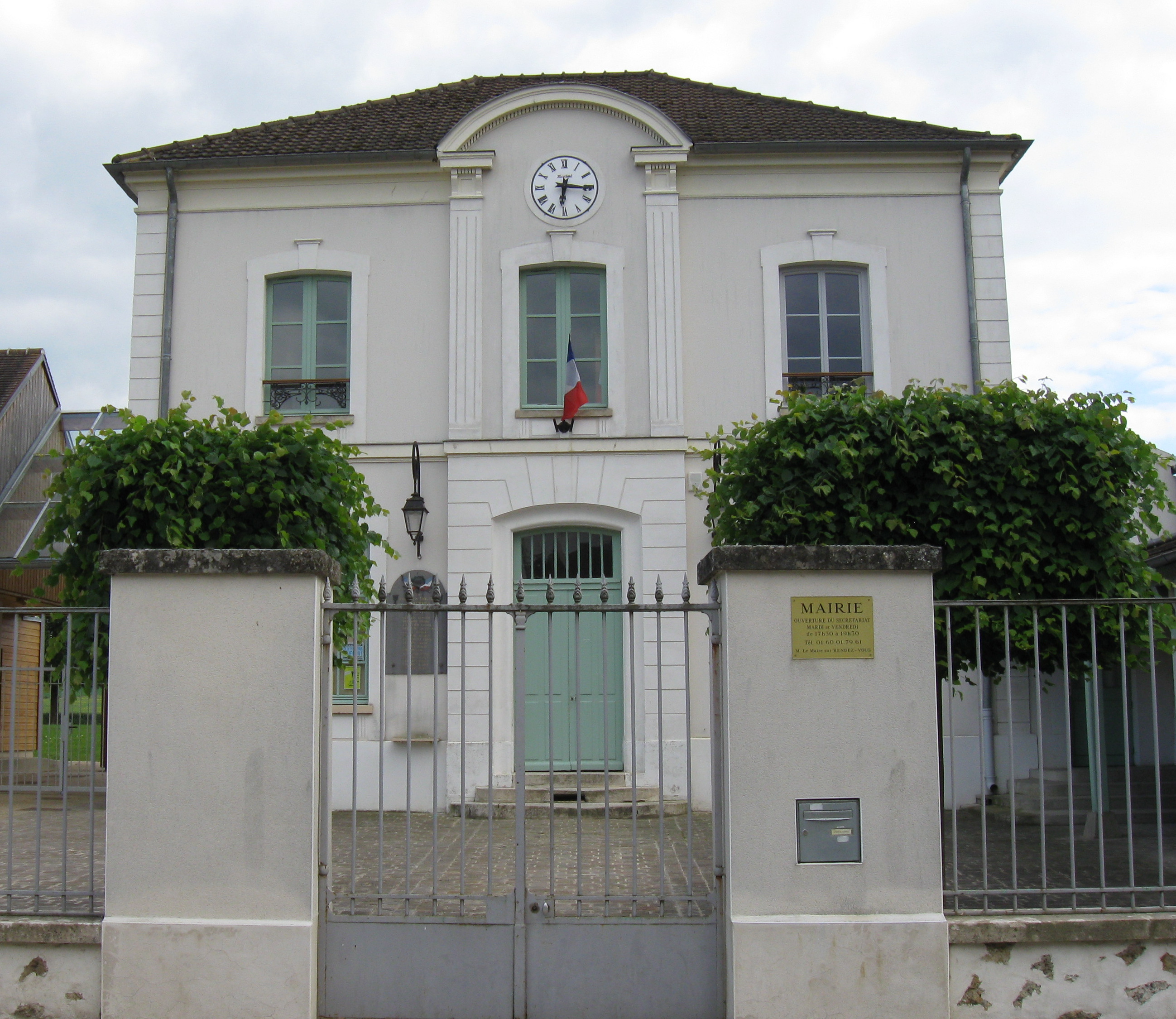
Gemeentehuis

## Geografie
De oppervlakte van Tancrou bedraagt 12,1 km², de bevolkingsdichtheid is 25,5 inwoners per km².
De onderstaande kaart toont de ligging van Tancrou met de belangrijkste infrastructuur en aangrenzende gemeenten.

## Demografie
Onderstaande figuur toont het verloop van het inwonertal (bron: INSEE-tellingen).